# Mediální didaktika
Mediální didaktika je oblast didaktiky (což je subdisciplína pedagogiky), která se věnuje způsobům, prostředkům a cílům realizace vzdělávání pomocí médií. Médiím je možno rozumět v širokém a úzkém slova smyslu. V tom úzkém jde o technologie přenášející informace a audio-vizuální obsahy, příp. může jít o technicky zprostředkované mediální obsahy jako takové (např. film a filmové pořady, televize a televizní pořady, počítač a počítačové programy a aplikace, také internet). V širokém slova smyslu (v chápání Komenského a jeho Velké didaktiky) je pak médiem (názorností) všechno, co zprostředkuje vědění, a tím vzdělání. Takovým médiem je kniha, ale také nákres či obrázek, jsou to fyzické pomůcky při vyučování (např. horniny, kostra, tabule s křídou), můžeme tak v důsledku chápat i učitele.
S pojmem mediální didaktika se v Česku setkáváme velmi zřídka, protože tento termín není ve společnosti příliš zažitý. Je to z toho důvodu, že pedagogické vědy dosud vnímaly média pouze jako technologie, nikoliv jako komplexní systém. Přesto v systému pedagogických věd je ale mediální didaktika přijatelná. Je možné ji vnímat jako zastřešující pojem pro oblasti zvané jako: (z těch historických) didaktické technologie, (technické) prostředky ve vzdělávání (a osvětě), školský film, školská televize, videodidaktika, (z těch současných) e-learning, ad.

## Vztah médií k učení
Že média mají socializační, výchovný a vzdělávací vliv je věc známá. Vztah učení (se) a médií je dá chápat trojako:
- učení se z médií – média jako socializační instituce
- učení se o médiích, na něž se soustřeďuje především školní mediální výchova, ale takové mediální vychovávání realizují i rodiče[3]
- a učení za pomoci médií – zde jde právě o mediální didaktiku, tedy učení se prostřednictvím médií (mediálních technologií) o něčem jiném.[3]

## Mediální didaktika jako součást mediální pedagogiky
Mediální didaktiku můžeme také definovat skrze vztah k oboru, který se nazývá mediální pedagogika. Ta je nejvíce rozvinuta v Německu a sestává ze tří základních pilířů: mediální výchovy (v jejím širokém významu mediální socializace), mediálního či mediálně-pedagogického výzkumu a mediální didaktiky.
S rostoucí všudypřítomností mediálních technologií v našem každodenním životě získávají mediální didaktika i širší mediální pedagogika na důležitosti. Mediální didaktika by měla být systémovou součástí studia médií v pedagogice. V současné době lze uvažovat tak, že mediální pedagogika a didaktika silně intervenuje do charakteru pedagogiky a všech ostatních pedagogických oblastí a subdisciplín.
Zatímco u mediální výchovy je klíčovým "produktem", cílem a důsledkem mediální gramotnosti, u mediální didaktiky je a měla by cíleně být vedlejším produktem.

## Kontext sociokulturní a geografické podmíněnosti
Mediální pedagogika má ve světě mnoho směrů. Záleží na společensky hodnotovém systému a na cílech edukace. Nejznámější je německý model mediální pedagogiky, který se jeví jako nejlepší a nejlépe propracovaný jak z hlediska teorie, tak i v kontextu společenské, školní i mimoškolní praxe. Tento model je strukturován do čtyř disciplín, které se navzájem propojují a doplňují. Mediální pedagogika reprezentuje všechny druhy pedagogických činností vztahujících se k médiím jak na poli teorie, tak na poli praxe. V USA, Velké Británii, Kanadě, Austrálii a ve Skandinávii se řeší problematika výchovy k mediální gramotnosti.
V České republice stejně jako i v ostatních zemích se dvě oblasti mediální pedagogiky mediální výchova a mediální didaktika rozvíjely nezávisle. Pedagogicko-didaktické úvahy o používání medií můžeme najít již s uvedením slabikáře J. A. Komenského. Pokusy o didaktické využití především filmového média se vyskytují již před 2. světovou válkou. V současné době mediální didaktika postupně využívá všech módů interaktivní, síťové a globální komunikace. Moderním se také stává pojetí žáka jako osobnosti, která si vytváří znalosti individuálním způsobem pomocí tzv. otevřených technologií.
Ve světě lze v mediální pedagogice nalézt mnoho směrů, které se odlišují podle společenských hodnotových systémů a cílů edukace, což bývá často dáno kontextem a také různou sociokulturní a geografickou podmíněností. Velmi známý je propracovaný koncept mediální pedagogiky (Medienpädagogik) v Německu, který je strukturován do čtyř základních subdisciplín, které se navzájem doplňují a podporují. Jedná se o mediální výzkum, mediální výchovu, mediální výchovu jako oficiální téma ve školském kurikulu a mediální didaktiku. Významný německý mediální pedagog B. Schorb uvádí, že mediální pedagogika reprezentuje všechny druhy pedagogických činností vztahujících se k médiím jak na poli teorie, tak na poli praxe. Mezi základní pak řadí oblasti mediální didaktiky, mediální výchovy a mediálních kompetencí. V USA, Velké Británii, Kanadě, Austrálii a také ve skandinávských zemích se ve spojení s mediální edukační vědou (media education) řeší problematika výchovy k mediální gramotnosti (media literacy). Termín „media pedagogy" se zde vyskytuje velmi ojediněle. Didaktika učení a vyučování pomocí médií je charakterizována relativně samostatnou disciplínou vzdělávací/instrukční technologie.

## Vývoj mediální didaktiky v českých podmínkách
V českém kontextu se základní dvě oblasti mediální pedagogiky – mediální výchova a mediální didaktika vyvíjeli téměř nezávisle. Je důležité poznamenat, že systematické členění mediálně-pedagogických směrů u nás a ve světě je velmi obtížné, protože jednotlivé koncepty nejsou přesně vymezeny, částečně jsou příbuzné a částečně divergentní. Z hlediska tradice a didaktické propracovanosti teoretického základu je na tom v české pedagogice v současnosti lépe informační a vzdělávací technologie, která vychází ze zkoumání didaktiky vyučování pomocí médií nepřetržitě od konce 20. let minulého století. Pedagogicko-didaktické úvahy o používání médií existují od té doby, co se začalo médií užívat cíleně jako vyučovacího nástroje, což bývá v literatuře spojováno s uvedením slabikáře Jana Ámose Komenského Orbis sensualium pictus (1658) do latinských škol. Pokusy o systémové didaktické využití především filmového média se objevují také již před 2. světovou válkou např. Dohnal, 1939. Dochází k využitím médií jako technických pomůcek a mediálních programů vytvořených pro potřeby vzdělávání, tak i s pomocí médií jako mediálních produktů, které nejsou koncipovány přímo pro výuku, ale kterých je možno v procesu výuky cíleně využít. V 50. a 60. letech, kdy se rozvíjí televize je především programová televize a její televizní vysílání začleňováno do školní vyučovací praxe, popř. jsou pořizovány různé záznamy, například záznamy slavných prací umělců. Ve stejném období se objevují tzv. vyučovací stroje a automaty, které vychází z principů programovaného učení a vyučování. Kvůli nesplněným nadějím, přeháněné (především v západních zemích) reklamou, značná nákladovost tvorby didaktických programů ve vyučování, znamenaly v poslední čtvrtině 20. století pokles zájmu o tyto elektromechanické pomůcky, a ty jsou postupně nahrazovány praktickými aplikacemi výpočetní techniky a snahami o využití umělé inteligence a technické kybernetiky.
V 80. a 90. letech vlivem tzv. nových médií (média založená na digitalizaci, počítačích a telekomunikacích) dochází k rozsáhlým socio-kulturními změnám v celém globálním prostoru. Informační společnost je charakterizována komunikací zprostředkovanou počítačem a propojením s virtuální realitou. Digitalizace televizního a rozhlasového vysílání, rozvoj mobilního a internetového telefonu a zejména vstup internetu a síťových médií do edukační reality posiluje pozici některých médií jako plně autonomních subjektů edukace. Dochází tedy k tomu, že tradiční autoritativní postavení vychovatele se narušuje tím, že dětský jedinec má přístup k informacím, symbolům, interpretacím a životním způsobům, jež široce překonávají možnosti učitelů a rodičů. Vliv médií, a to z pozice zábavních, informujících či účelově výukových mediálních obsahů, se stává pro vychovatele značně nepřehledný a vyvolává potřebu nových přístupů. V mediálně pedagogickém kontextu se obor technologie vzdělávání začíná rozvíjet především v kontextu zavádění počítačových technologií, které se však zejména zpočátku stávají převažující hybnou silou mediálně didaktických procesů v praxi českého školství a to převážně bez ohledu na didaktické potřeby výuky a samotného učitele. V současnosti mediální didaktika využívá téměř všech módů interaktivní, síťové a globální komunikace a systémy snadno dosažitelného „elektronického učení“ (e-learning) se stávají skutečností.

## Mediální didaktika z perspektivy vývoje technologií

### Školský rozhlas
Rozhlasové vysílání bylo v roce 1932 uznané jako učební pomůcka, avšak doposud není zmapované jeho využívání ve výuce. Do 50. let se využíval rozhlas po drátě, který vedl k rozvoji filmu jako výukového prostředku. Poté se na úkor rozhlasového vysílání ve výuce prosazovalo především filmové vysílání.

### Film
Od začátku 20. století vznikají teoretické úvahy o využití „školního filmu“. V České republice lze nalézt počátky „školního filmu“ již ve 30. letech. Jde převážně o osvětové vysílání, přičemž jsou především vysílány pořady převzaté z Německa. „Školní film je uznán jako vyučovací pomůcka v roce 1936 a slouží k zprostředkování světonázorové skutečnosti. Největší rozmach školního filmu je mezi lety 1936–1940, který je spojen s vynálezem nehořlavé levnější filmové pásky a tím jeho následnou dostupností. Nejčastější témata až do 60. let jsou vlastenectví, poté národopis, historie a technologie. V roce 1939 dochází k propagandistickému využití filmu. Totalitní režim jej využívá k prosazení své ideologie a k prezentaci své pokrokovosti a technologické vyspělosti. Cílem „školního filmu“ je dosáhnout jednotné národní sounáležitosti a identity. Od 50. let se film propojuje s televizním vysíláním, především se jedná o televizní přijímače reprodukující pořady programové centrální televize do vyučování. Zejména pak se zapojuje do osnov v 60. a 70. letech, a to především se vznikem časově permanentního vysílání Československé televize a speciálním televizním vysíláním pro školy – TVŠ.
Technický vývoj jednotlivých zařízení díky své posloupnosti umožňuje rozlišit 3 základní etapy v Českých zemích, a to: zaprvé aplikaci jednoduché přijímací televizní techniky; nadále pak za druhé záznamové a reprodukční techniky; a za třetí snímací a zpracovatelské techniky.

### Televizní vysílání pro školy (TVŠ)
První etapa aplikace jednoduché přijímací televizní techniky je spojená se vznikem TVŠ, které se zrodilo pod záštitou Československé televize (ČST) za účelem vytvořit a prezentovat naučné pořady pro více předmětů a stupňů škol a tím vhodně doplnit učební osnovy. Od začátku ČST odvysílala skrze TVŠ několik tisíc naučných pořadů různého druhu, typu, kvality, zaměření a různého didaktického využití. Předměty nebyly zastoupeny rovnoměrně, z čehož vyplývá, že byli nějaké vyučované předměty vyzdvižené a nějaké zastíněné (např. chemie, která zaujímala pouze 3 % z celého dosavadního vysílání). Z počátku byly do televizního vysílání pro školy vkládány obrovské naděje jako do pomocného výukového prostředku či nástroje. Především do propojení školních a mimoškolních aktivit a systematického působení. Na počátku 60. let bylo zavedeno experimentální vysílání TVŠ, které následně v roce 1966 přerostlo do pravidelného vysílání TVŠ, které v České republice probíhalo přibližně do roku 1989. Součástí pravidelného vysílání TVŠ v letech 1966–1989 bylo vysílání pro děti a mládež jako součást Redakce kultury, poté se v roce 1967 připojil program pro děti a mládež jako součást Politického zpravodajského programu a následně poté v roce 1969 vzniká Hlavní redakce programu pro děti a mládež a Hlavní redakce vzdělávacích prostředků. Do roku 1969 se TVŠ zaměřovalo na pedagogické využití, neboli pomoc ve výchově a vzdělávání, avšak poté byla hlavním záměrem ideologická osvěta. Přes počáteční pozitivní smýšlení o televizním vysílání, jeho cíle nebyly naplněny, a to z důvodů, které jsou pro něj charakteristické. Nestejnoměrné zastoupení předmětů v TVŠ programech a jeho nekoncepční přístup ze snahy centralizované tvorby neodpovídá vyučovacím schématům, a z tohoto důvodu neodpovídá ani školním požadavkům, podle kterých není zcela efektivní, jak bylo záměrem. Nadále pak byla také překážkou různá didaktická kvalita tvorby, s kterou je spojená neatraktivita formátu jak pro tvůrce (tematická sevřenost, stopáž, výrazové prostředky), tak i pro spotřebovatele (neatraktivní zpracování, nedostatky televizní techniky). A jako poslední nedostatek bylo shledáno to, že nelze synchronizovat reálnou výuku s vysílacím časem programové televize.

### Záznamové a reprodukční techniky (videotechnika)
V polovině 80. let přichází druhá etapa, a to se vstupem videotechniky do vyučovacího procesu. Videotechnika umožňuje vytvořit záznamy pořadů centrálního vysílání a jejich další možnosti reprodukce do osnov vyučování, dle probíraného učiva, studentovo věku, a v souladu s vhodným časem. Tento zlom lze označit za veliký pokrok mediální didaktiky. Učitelům je umožněno více možností zacházení s didaktickým materiálem (příprava – projekce – zpracování), z důvodu nezávislosti na pravidelném televizním vysílání. Lze využít pořad jako celek, nebo jen výběr jeho vhodných částí. Velmi účinná metoda je opakování projekce, přičemž je možnost využít různé přístupy: v celku, bez zvuku, s komentářem, s upraveným komentářem, nebo účastí žáků. Videotechnika může být využita také jako statický obraz apod. Velikou výhodou videotechniky je, že umí navodit pocit spoluúčasti diváka a působí velmi emocionálně. Lépe motivuje a stimuluje žáka k většímu a lepšímu výkonu a umožňuje dokreslení navozené představy z verbální přednášky, tudíž podporuje první fázi učení, rozvíjí představivost a vyjadřování žáka. Délka mediálního materiálu je vhodná v intervalu 10 – 15 minut, protože poté žáci ztrácí pozornost a je to v rámci jejich zpracovatelské schopnosti nových informací. Avšak je také podstatné rozhodnutí samotných učitelů, kteří musí přemýšlet při práci s didaktickým materiálem nad jeho zasazení do výuky a jeho vhodnosti, návaznosti na ostatní didaktické prostředky. Nikoli ho jen jednoduše bez sebekritického zhodnocení zasadit do výuky, protože podle nařízení jej musí několikrát při výuce využít. Videotechnika usnadnila experimentální činnosti jejich záznamem a také umožnila využívat modelové videozáznamy, jak pro vzdělání žáků, tak samotných učitelů.

### Snímací a zpracovatelské techniky
Třetí etapa je považována za revoluční zlom ve využití audiovizuální techniky ve školách, který započal na začátku 90. let. Umožňuje nezávislost na centrální nabídce a umožňuje samo tvořit, vyrábět a distribuovat vhodný mediálně didaktický obsah v optimálním souladu s vlastním učivem a školních potřeb. Otevírají se tak dveře pro široké spektrum institucí a organizací, které se podílí na tvorbě pořadu a jejich šíření, avšak zde vyvstává princip nabídky a poptávky, s kterým ruku v ruce roste tlak ne kvalitu a cenu didaktického materiálu. Drahé ceny reprodukujících a zpracovatelských technik znemožňují školským institucím vlastní audiovizuální tvorbu, přičemž jde také o fakt, že je stále nízký počet vyškolených profesionálních pracovníků.

### Počítače
Když přestaly vyhovovat tradiční poznámkové materiály, kterými byly papírové nosiče v podobě knih, poznámkových sešitů a záznamových listů, tak se i ve škole jako v mnohých jiných oborech začaly při práci s informacemi čím dál tím více uplatňovat počítače a jiná elektronická média. Ta přinášejí nejen zásadní změny ve způsobu práce se zdroji dat, ale také zásadní změny v oblasti výuky. Za pomoci počítače je totiž možné do určité míry nahradit přímou zkušenost a zejména v případech, kdy je možnosti získání přímé zkušenosti omezená, nereálná, či nebezpečná. Je zde možné rozlišovat mezi modelováním dat a mezi simulací. Modelování spočívá v hledání popisu reálné skutečnosti, zatímco simulace je činnost, která souvisí s modelováním reálných situací, zpravidla ve formě dynamických počítačových modelů. Úlohy, které jsou řešeny modelovými a simulačními metodami, je možné zařadit mezi problémové úlohy, které ačkoliv jsou poměrně náročné, tak patří mezi velmi výukově účelné a efektivní.
Na konci sedmdesátých let došlo k nástupu mikropočítačů do škol. V této době ještě nebyly příliš rozšířené, ale přesto již malá skupina učitelů ze základních či středních škol začala počítač využívat především k výuce programování a výpočetní techniky. Na základních školách byly organizovány dobrovolné kroužky výpočetní techniky a pomalu se začínalo debatovat o počítačové gramotnosti. Počítače totiž nabízejí mnohé nové možnosti ve vzdělávání. Postupně začali sloužit jako didaktický prostředek nejen v programování, ale zejména v techničtějších oborech. Například k matematickým výpočtům, ale také v přírodních vědách, zejména ve fyzice, biologii a chemii k modelování procesů a řízení experimentů. Pomocí modelování a simulování konkrétních jevů a dějů můžeme motivovat žáka k intenzivnějšímu prožívání veškerých učebních aktivit. Žáci si mohou vyzkoušet celou škálu mentálních dovedností, které jsou podněcovány zvědavostí, za účelem napodobování reality, nebo odzkoušením funkčnosti modelových procesů. Následně se počítače zapojily i do ostatních předmětů, kterými jsou výuka cizích jazyků, zeměpis, dějepis, či čeština.
Počítače pomáhají ve výuce žákům umocnit jejich komunikační kapacity a v objektivizaci některých rozhodovacích a kognitivních funkcích mají dobrý vliv na řízení vyučování a na učení samotné. Počítače se tak mohou uplatnit prakticky ve všech vyučovacích předmětech zejména na středních školách a jsou velmi vhodné k tvorbě složitějších výukových programů. Programy mohou být vhodné například pro ekonomicko-hospodářské výpočty, pro řízení provozu školy, pro různé matematické výpočty, ale také pro didaktické využití skrze různé specializované výukové a simulační programy.

### Multimédia a hypertext
S počítačem se nutně pojí pojem multimédia a hypertext. Multimédia jsou technické prostředky umožňující práci s více typů údajů najednou. Například s textem, obrazem, zvukem, či videem. To je velmi praktické v didaktickém využití, kdy si žáci mohou například přečíst údaje o skladateli, ale zároveň si i poslechnout část jeho díla, či si pustit film o jeho životě. Tak mediální encyklopedie představují novou moderní formu klasických učebnic. Hypertext označuje systém vnitřně provázaných a logicky uspořádaných informací. Příkladem takového hypertextu jsou klasické encyklopedie, kdy je text uspořádaný do hesel, která na sebe navazují, a my mezi nimi můžeme skrze odkazy libovolně procházet. Na počítači se tak mohou v hypertextu kromě psaného slova vyskytovat také videosnímek, obrázky, či zvuk a zde pak můžeme hovořit o multimediálním hypertextu. Celkově je možné hypertext označit jako seskupení textů, odstavců textu, či textových dokumentů, které jsou vzájemně provázány softwarem pomocí odkazů, ukazatelů, či směrníků. Texty jsou propojeny takovým způsobem, že libovolné slovo, nebo celá část dokumentu je schopna se odvolávat na jiný textový souhrn, který je možné snadno zobrazit. Tato otevřená struktura celkové prezentace nabízí uživatelům procházet veškeré informace v jimi zvoleném pořadí.
Pro tento typ výuky je nutný také speciální přístup učitele k žákovi. Tradiční řízení studenta by zde mohlo být velmi problematické a kontraproduktivní. Je nutné, aby celé řízení dítěte v hypermédiích bylo značně selektivní a vyřešeno dle potřeby výuky s hypermédii. Ale i v současnosti je velmi nesnadné posoudit význam aktivního přístupu žáka. Hypertextové prostředí totiž vyvolává pochybnosti ohledně nedostatečné možnosti zpětné vazby o průběhu a výsledcích učení. Může být tak mnohdy nesnadné sladit volné aktivity žáka s jejich částečným koordinováním správným vzdělávacím směrem.

### Internet
Internet zpočátku sloužil pouze pro komunikaci, protože učitelům chyběly rozsáhlé a metodicky zpracované zkušenosti s didaktickým využitím. Postupně se ale internet stával zdrojem podkladů pro výuku, pro přípravu a následně také ve vztahu k žákům jejich vlastním nástrojem pro samostatné vyhledávání informací pod metodickým vedením učitele.
Jedno z nejrozšířenějších využití počítače a internetu ve škole je komunikace mezi žáky samotnými a mezi žáky a učiteli. Toho se dá využít například v projektovém vyučování, které se svým rozsahem, počtem použitých prostředků, růzností forem a záběrem do mnohých oborů pokouší o boření hranic mezi jednotlivými vyučovacími předměty. Žáci mohou objevovat nové věci a s nimi související problémy a mezipředmětové návaznosti. Mohou spolupracovat nejen mezi sebou, ale i s dalšími učiteli. Mnohdy se nejen žáci, ale i samotní učitelé společně podílejí na zpracování určitého tématu a pomocí internetu si vyměňují své zkušenosti, dosavadní výsledky, nebo o dané problematice diskutují. Žáci si takto mohou povídat nejen se studenty z jiných škol, ale i z jiných zemí, což je prospěšné zejména ve výuce cizích jazyků.
Výhodou je, že žáci mohou zadanou úlohu řešit samostatně na nějaké její části. Nemusí tak všichni řešit stejný případ se stejnými prostředky. Projektové vyučování směřuje studenty k větší samostatnosti a odpovědnosti za výsledky práce. Mohou se tak lépe projevit jejich individuální zájmy, fantazie, schopnosti a zkušenosti. V rámci projektů jsou přípravy na hodiny mnohdy časově náročné, ale pak o samotných hodinách bývá výuka uvolněnější. V rámci některých projektů je potřeba, aby žáci pracovali mimo areál školy, kdy musí měřit například určité veličiny v přírodě, rozmlouvají s odborníky, nebo se dotazují veřejnosti. Tak se žáci učí komunikovat nejen mezi sebou, ale i s ostatními lidmi. Projekt může být i dlouhodobějšího rázu, kdy je velké riziko, že se žáci budou nudit, budou unavené a ztratí zájem o cíl a konečné výsledky. Proto je nezbytně nutné udržet motivaci dětí.

### Virtuální realita
Jedním z didaktických prostředků může být virtuální realita. Zde se jedná o zvětšení počtu smyslů, které můžeme zapojit v rámci poznávání ve výuce. Zároveň dochází i k separaci od rušivých elementů. Jedná se v podstatě o vyšší stupeň multimediálního systému, který je doplněn o třírozměrné zobrazování a pojí se také s okamžitou zpětnou vazbou zobrazovaného prostředí, které reaguje na fyzické projevy osoby.